# Khang Khek Ieu
Khang Khek Ieu, nom de guerre Duch eller Kamrat Duch, född 17 november 1942 i Choyaot nära Kompong Chen i provinsen Kompong Thom, död 2 september 2020 i Phnom Penh, var en av ledarna för Röda khmererna i Kambodja under åren 1975–1979. Han är mest känd för att ha varit föreståndare för säkerhetsfängelset S-21 Tuol Sleng i Phnom Penh.
Den 17 februari 2009 inleddes i Phnom Penh den FN-stödda rättegången mot Khang Khek Ieu. Han anklagades för brott mot mänskligheten, brott mot Genèvekonventionen, överlagt mord och tortyr. Han dömdes den 26 juli 2010 till 35 års fängelse för de brott som han stod åtalad för.
Den 2 februari 2012 skärpte Internationella domstolen i Kambodja straffet till livstids fängelse.

## Biografi

### Studier
Khang Khek Ieu föddes i byn Choyaot i provinsen Kompong Thom i centrala Kambodja. Khek Ieu var mycket framstående som elev och studerade vid det prestigefyllda Lycée Sisowath i Phnom Penh. År 1964 påbörjade han sina lärarstudier vid Institute de Pédagogie, som var en plantskola för aktivister under ledning av Son Sen. Denne skulle senare bli försvarsminister i Röda khmerernas regering och Khek Ieus närmaste överordnade.

### Röda khmererna
I slutet av augusti 1966 avlade Khek Ieu sin lärarexamen i matematik och fick anställning i den lilla staden Skoun i Kampong Cham-provinsen. År 1967 gick han med i Kambodjas kommunistiska parti. Några månader senare greps han av Norodom Sihanouks polis för kommunistisk aktivitet och utsattes för tortyr i fängelset Prey Sar i närheten av Phnom Penh. Khek Ieu var internerad utan rättegång i två år. År 1970 släpptes han fri i samband med en amnesti för politiska fångar, utlyst av Kambodjas nye ledare Lon Nol, och anslöt sig inom kort till Röda khmer-rebeller i Krâvanhbergen i sydvästra Kambodja, på gränsen till Thailand.
Vid denna tid tog sig Khek Ieu sitt nom de guerre Kamrat Duch och blev kommendant för ett fängelse. I skogsområdet kring staden Amleang i Thpong-distriktet grundade Duch sitt första fängelse under kodnamnet "M-13". Två år senare öppnade han fängelset "M-99". Tillsammans med kamrat Chan och kamrat Pon utvecklade han sina förhörsmetoder och lät rensa Röda khmererna på misstänkta fiender. I dessa fängelser utsattes internerna för svält och tortyr.

### Demokratiska Kampuchea
Med stöd från Kina och Nordvietnam kunde Röda khmererna gripa makten i Kambodja i april 1975 efter att ha intagit Phnom Penh. Duch och hans medarbetare installerade flera fängelser i huvudstaden, bland annat Tuol Sleng. Initialt leddes Tuol Sleng av In Lon med Duch som ställföreträdare, men inom kort förflyttades In Lon och Duch fick befäl över fängelset. Duch imponerade på sina överordnade och utsågs till chef för Santebal, det Demokratiska Kampucheas hemliga polis. Duch var mycket noggrann och upprättade ett omfattande arkiv över internerna med bland annat fotografier och avkrävda erkännanden.
I december 1978 bröt Kambodjas diplomatiska förbindelser med Vietnam samman, efter flera år av gränskonflikter. Pol Pot fruktade ett militärt anfall från Vietnam och valde, för att förekomma detta, att angripa Vietnam. Röda khmer-trupper tågade över gränsen och plundrade några vietnamesiska byar, men trängdes tillbaka av vietnamesiska styrkor. Kort därefter invaderade Vietnam grannlandet Kambodja och intog Phnom Penh den 7 januari 1979. Duch var bland de sista av de Röda khmererna som lämnade huvudstaden. Han lyckades inte förstöra några större delar av det minutiöst upprättade fängelsearkivet, men innan han flydde beordrade han att flera av de överlevande internerna skulle dödas.

### Åtal och dom
Den 31 juli 2007 åtalades Duch formellt för brott mot mänskligheten och ställdes inför rätta vid Internationella domstolen i Kambodja. Den 17 februari 2008 inleddes rättegången mot honom och den 31 mars 2009 tog han på sig ansvaret för att ha torterat och avrättat tiotusentals människor. Han bad även offrens anhöriga om förlåtelse. Han dömdes den 26 juli till 30 års fängelse.
Såväl åklagaren som Duch överklagade domen. Duch avskedade dessutom sin internationella försvarsadvokat, fransmannen Francois Roux, som saknade hans förtroende. Han anlitade istället dels en advokat från Kambodja, dels en lokal advokat.

## Fördjupningslitteratur
- Dunlop, Nic, The Lost Executioner: A Journey into the Heart of the Killing Fields. New York: Walker & Co. 2006. ISBN 0-8027-1472-2